# بش-اوزیوک
بش-اوزیوک (به لاتین: Besh-Ozyok) یک منطقهٔ مسکونی در روسیه است که در جمهوری آلتای واقع شده‌است.